# Donovan Mitchell
Pour les articles homonymes, voir Mitchell.
Donovan Mitchell Jr, né le 7 septembre 1996 à Elmsford dans l'État de New York, est un joueur américain de basket-ball mesurant 1,86 m et évoluant au poste d'arrière voire de meneur.
Après deux saisons à l'université de Louisville, il est sélectionné en treizième position lors de la draft 2017 de la NBA. Il joue actuellement pour l'équipe des Cavaliers de Cleveland évoluant en NBA. Donovan Mitchell est réputé pour ses qualités au dunk et il remporte le Slam Dunk Contest en 2018. Il fait sa première apparition au All-Star Game en 2020.

## Jeunesse

### Enfance
Donovan Mitchell est né le 7 septembre 1996 à Elmsford. Ses parents sont Nicole Mitchell et Donovan Mitchell Sr., ancien joueur de baseball professionnel en ligue mineure. Très jeune, il commence par jouer au baseball et rêve d'intégrer un jour la MLB. Malheureusement, il se casse le poignet et cela met fin à ses rêves de baseball. Entre l'âge de 9 et 13 ans, il pratique le baseball et le basket-ball en même temps. Ce n'est qu'à partir de ses 13 ans qu'il décide de se consacrer uniquement au basket-ball. 

### Lycée

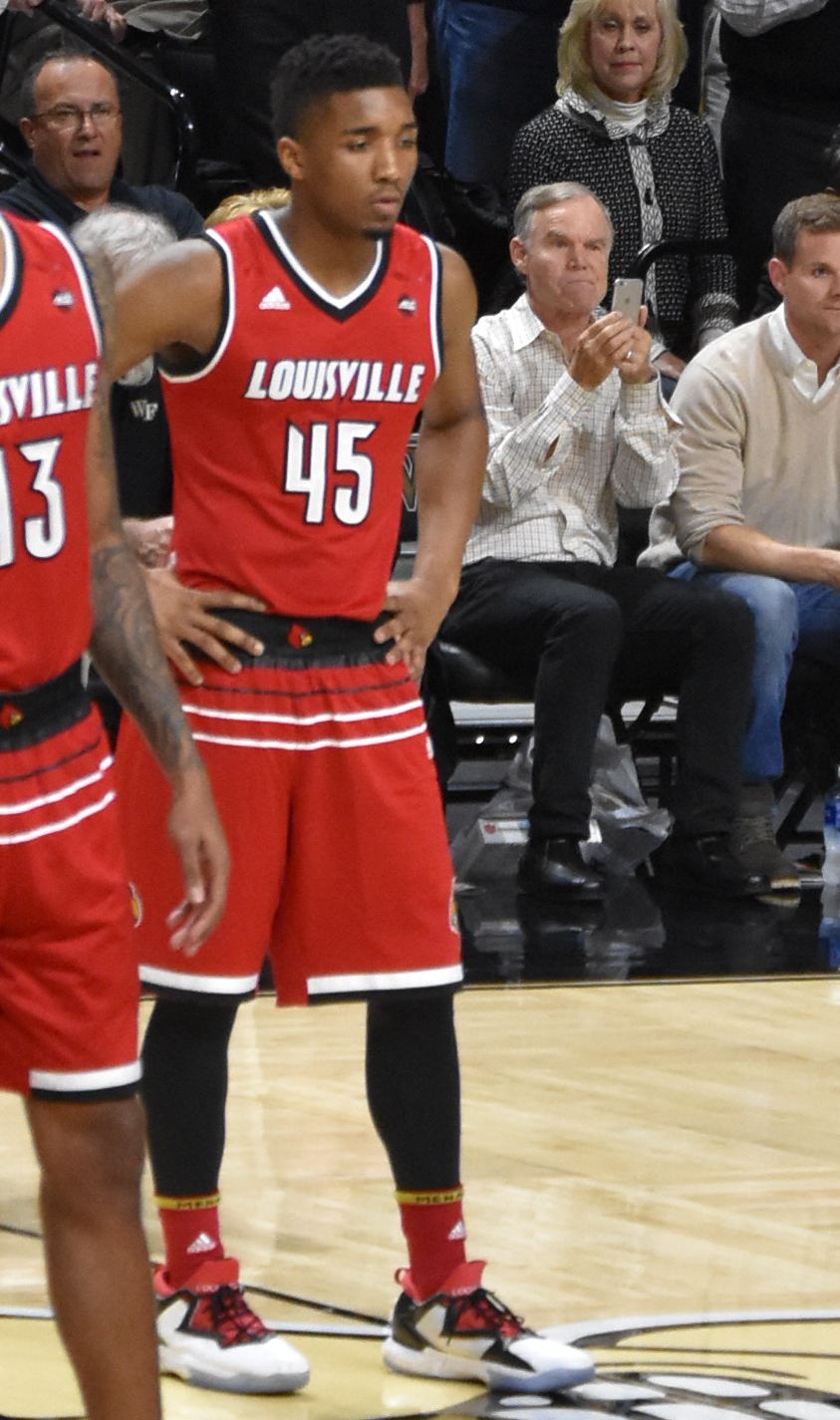
Mitchell sous le maillot des Cardinals de Louisville.

Lors de son année de sophomore au lycée, Donovan Mitchell est scolarisé à Canterbury School à New Milford dans l'État du Connecticut. Il fait ses années de junior (3e année) et de senior (4e année) à la Brewster Academy à Wolfeboro dans l'État du New Hampshire. Il se concentre sur le basket-ball et commence à se faire remarquer. Il explique que sa détermination et sa faim sont nées de la déception d'avoir été classé à cette période par ESPN à la 43e place.

### Université
Donovan Mitchell choisit d'aller jouer pour les Cardinals de l'université de Louisville. En jouant pendant ses deux années sous les ordres de l'entraîneur Rick Pitino, entraîneur intronisé au Hall of Fame en 2013, il apprend à courir, presser, jouer vite et à ne rien lâcher.
Lors de la draft 2017 de la NBA où il est attendu parmi les vingt premiers choix, il est choisi en 13e position par les Nuggets de Denver puis échangé au Jazz de l'Utah contre Trey Lyles et le 24e choix de draft (Tyler Lydon).

## Carrière NBA

### Jazz de l'Utah (2017-2022)

#### Saison 2017-2018: Première saison

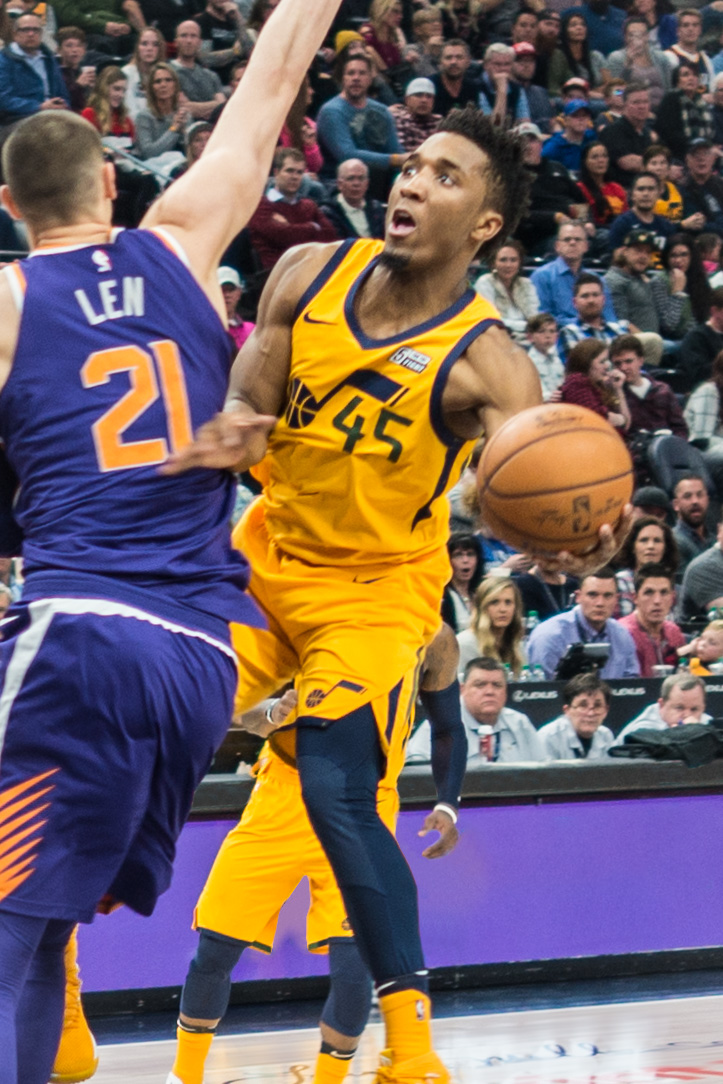
Mitchell avec le ballon face à Alex Len.

Le 5 juillet 2017, Mitchell signe un contrat de quatre ans avec le Jazz. Le 11 juillet 2017, Mitchell signe un contrat pluriannuel avec Adidas. Lors de cette même journée, il inscrit 37 points contre les Grizzlies de Memphis dans la NBA Summer League 2017 à Las Vegas, la plus grosse marque de la compétition.
Le 1er décembre, en marquant 41 points, un record en carrière, dans une victoire contre les Pelicans de La Nouvelle-Orléans, il bat le record de la franchise pour un rookie, et devient même le premier rookie à marquer 40 points dans un match depuis Blake Griffin en 2011. Le 4 janvier 2018, Mitchell est nommé rookie de la Conférence Ouest du mois de décembre 2017, après avoir obtenu en moyenne 23,1 points, 3,4 passes décisives, 3,2 rebonds et 1,8 interception en 34,3 minutes par match au cours du mois. Le 2 février, Donovan enregistre son deuxième match à au moins 40 points dans sa première saison contre les Suns de Phoenix.
Il est sélectionné pour participer au Rising Stars Challenge le 16 février et participe également au Slam Dunk Contest du NBA All-Star Game 2018, qu'il remporte dans une finale qui l'oppose à Larry Nance Jr. Il termine la saison régulière en remportant 4 titres de rookie du mois de la Conférence Ouest.
À l'issue de la saison régulière, Mitchell finit à la deuxième place du vote pour le titre de NBA Rookie of the Year derrière Ben Simmons. Il comptabilise en tout 323 points contre 481 points pour Simmons. Cependant, la NBPA, l'association des joueurs de la NBA, lui décerne le trophée de NBPA Leader of the New School Award (meilleur rookie de l'année).
Lors des playoffs, au premier tour contre le Thunder d'Oklahoma City, pour son premier match, il enregistre 27 points, 10 rebonds et 3 passes décisives. Il se blesse au pied pendant le match et est incertain pour le match 2, mais finalement capable de jouer, il inscrit 28 points, dont 13 au quatrième quart-temps pour mener le Jazz à une victoire 102-95. Le Jazz remporte la série 4-2 sur le Thunder, avec une moyenne de 28,5 points par match et 46,2% de réussite au tir pour Mitchell. Son équipe est éliminée au tour suivant et Mitchell obtient sa place au sein du NBA All-Rookie First Team.

#### Saison 2018-2019
Le 24 octobre 2018, en début de saison, Mitchell marque 38 points dans une victoire 100-89 contre les Rockets de Houston. Le 25 janvier 2019, Mitchell enregistre son premier et seul double-double de la saison, avec 24 points et 11 passes décisives, dans une victoire contre les Timberwolves du Minnesota. Mitchell enregistre un total de cinq matchs à plus de 30 points sur le mois de janvier, y compris trois matchs consécutifs de ce genre, ce qui lui vaut le titre de Joueur de la Conférence Ouest pour la semaine du 6 au 13 janvier.
Le 2 mars, Mitchell marque 46 points, nouveau record en carrière, contre les Bucks de Milwaukee. Le 29 avril, Mitchell égale son record de 46 points lors du match final de la saison régulière face aux Nuggets de Denver. Il réalise alors une moyenne de 23,8 points par match. Le Jazz obtient la 5e place de la Conférence Ouest mais se fait éliminer au premier tour des playoffs par les Rockets de Houston, 4-1, au premier tour.

#### Saison 2019-2020: Statut de All-Star

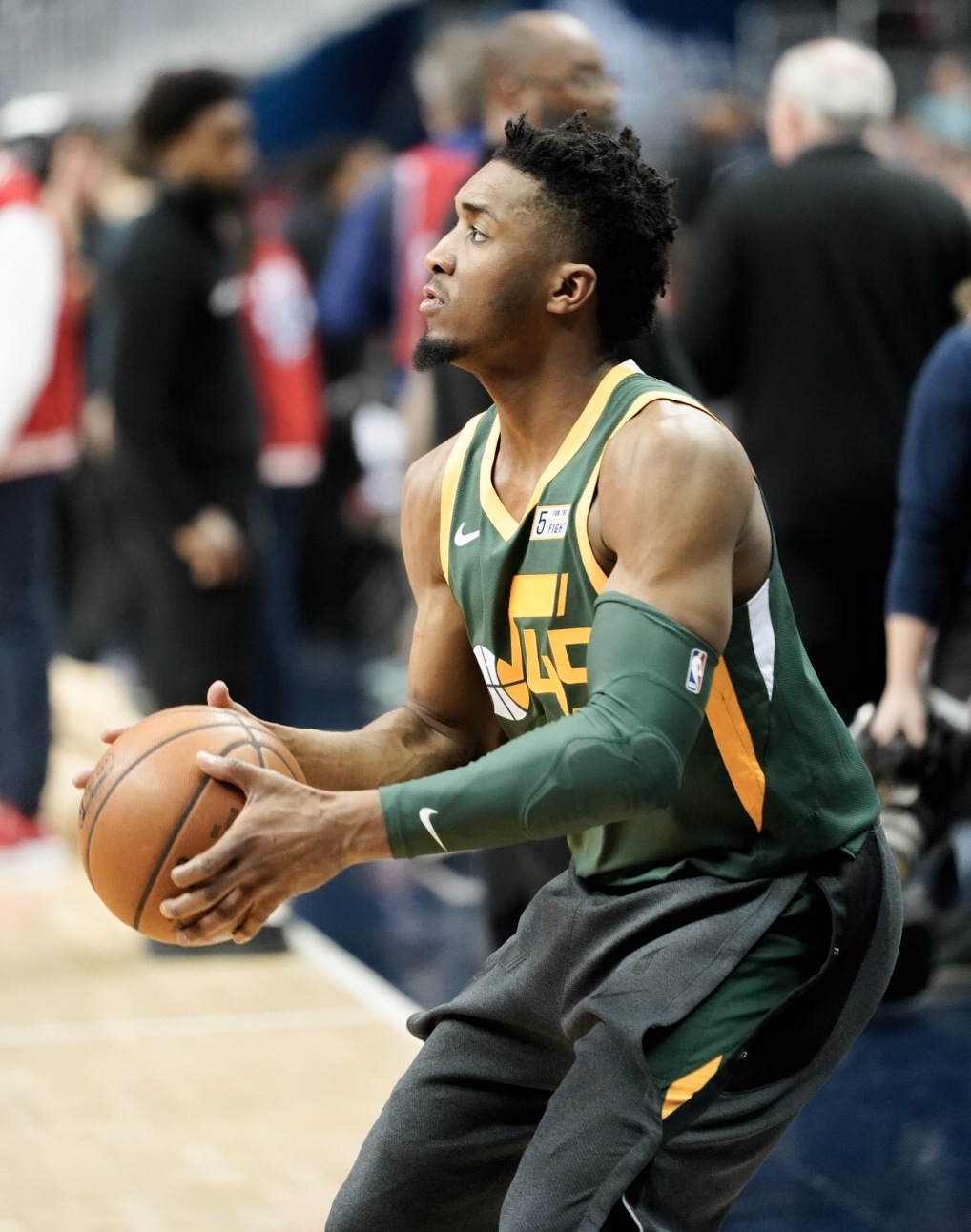
Mitchell en 2019.

Mitchell commence la saison 2019-2020 avec une performance de 32 points et 12 passes décisives dans une victoire contre le Thunder d'Oklahoma City le 23 octobre. Le 16 janvier, Mitchell égale son record en carrière avec 46 points dans une défaite contre les Pelicans de La Nouvelle-Orléans. Le 30 janvier, Mitchell est nommé All-Star pour la première fois de sa carrière et est choisi comme remplaçant pour la Conférence Ouest, en compagnie de son coéquipier, Rudy Gobert.
Le 11 mars, Mitchell et Gobert sont déclarés positifs au Covid-19, ce qui a entraîné la suspension de la saison de la NBA. La ligue a ensuite repris la saison au sein de la "Bulle d'Orlando", quatre mois plus tard, où le Jazz termine à la 6e place de la conférence et affronte les Nuggets de Denver au premier tour. Le 17 août, Mitchell inscrit 57 points dans une défaite 125-135 en prolongation, signant la troisième meilleure performance, en termes de points inscrits, dans l’histoire des playoffs NBA. Six jours plus tard, il marque 51 points pour rejoindre Michael Jordan et Allen Iverson, comme les seuls joueurs à inscrire au moins 50 points à deux reprises dans une même série éliminatoire. Durant ce match, il devient avec Jamal Murray des Nuggets, le premier duo à inscrire 50 points chacun dans un match de playoffs.

#### Saison 2020-2021
Le 22 novembre 2020, Spida signe son extension de contrat pour 195 millions de dollar sur cinq ans.

### Cavaliers de Cleveland (depuis 2022)
Début septembre 2022, il est transféré vers les Cavaliers de Cleveland contre Collin Sexton, Lauri Markkanen, Ochai Agbaji et trois premiers tours de draft.
Le 2 janvier 2023, il inscrit 71 points dans une victoire face aux Bulls de Chicago après prolongation. Il s'agit de son record en carrière et du record de points marqués par un joueur des Cavaliers.
Début juillet 2024, il prolonge son contrat à Cleveland pour 150 millions de dollars sur trois ans.

## Sélection nationale
Pour sa première campagne à la tête de Team USA, le sélectionneur américain Gregg Popovich convoque Mitchell pour faire partie de la pré-sélection qui se réunit à Las Vegas en août 2019. Mitchell participe aux stages de préparation à Las Vegas, Los Angeles et en Australie avec Team USA. Néanmoins, lors de la Coupe du monde 2019, la sélection nationale termine à la 7e place de la compétition, après avoir été éliminée par l'équipe de France en quarts de finale.

## Statistiques

### Universitaires
Les statistiques en matchs universitaires de Donovan Mitchell sont les suivantes :
| Saison    | Équipe     | Matchs | Titul. | Min./m | % Tir | % 3pts | % LF | Rbds/m. | Pass/m. | Int/m. | Ctr/m. | Pts/m. |
| --------- | ---------- | ------ | ------ | ------ | ----- | ------ | ---- | ------- | ------- | ------ | ------ | ------ |
| 2015-2016 | Louisville | 31     | 5      | 19,1   | 44,2  | 25,0   | 75,4 | 3,35    | 1,68    | 0,81   | 0,10   | 7,39   |
| 2016-2017 | Louisville | 34     | 32     | 32,3   | 40,8  | 35,4   | 80,6 | 4,85    | 2,74    | 2,06   | 0,50   | 15,56  |
| Total     | Total      | 65     | 37     | 26,0   | 41,8  | 32,9   | 78,8 | 4,14    | 2,23    | 1,46   | 0,31   | 11,66  |

### NBA

#### Saison régulière
en gras = ses meilleures performances
Les statistiques en matchs NBA de Donovan Mitchell sont les suivantes:
| Saison        | Équipe        | Matchs | Titul. | Min./m | % Tir | % 3pts | % LF  | Rbds/m. | Pass/m. | Int/m. | Ctr/m. | Pts/m. |
| ------------- | ------------- | ------ | ------ | ------ | ----- | ------ | ----- | ------- | ------- | ------ | ------ | ------ |
| 2017-2018     | Utah          | 79     | 71     | 33,4   | 43,7  | 34,0   | 80,5  | 3,75    | 3,68    | 1,49   | 0,34   | 20,46  |
| 2018-2019     | Utah          | 77     | 77     | 33,7   | 43,2  | 36,2   | 80,6  | 4,10    | 4,18    | 1,38   | 0,40   | 23,75  |
| 2019-2020     | Utah          | 69     | 69     | 34,3   | 44,9  | 36,6   | 86,3  | 4,41    | 4,26    | 1,01   | 0,20   | 23,99  |
| 2020-2021     | Utah          | 53     | 53     | 33,4   | 43,8  | 38,6   | 84,5  | 4,43    | 5,23    | 0,98   | 0,28   | 26,43  |
| 2021-2022     | Utah          | 67     | 67     | 33,8   | 44,8  | 35,5   | 85,3  | 4,21    | 5,34    | 1,48   | 0,18   | 25,87  |
| 2022-2023     | Cleveland     | 68     | 68     | 35,8   | 48,4  | 38,6   | 86,7  | 4,25    | 4,43    | 1,46   | 0,40   | 28,26  |
| 2023-2024     | Cleveland     | 55     | 55     | 35,3   | 46,2  | 36,8   | 86,5  | 5,09    | 6,05    | 1,84   | 0,55   | 26,60  |
| 2024-2025     | Cleveland     | 71     | 71     | 31,4   | 44,3  | 36,8   | 82,3  | 4,50    | 5,00    | 1,30   | 0,20   | 24,00  |
| Carrière      | Carrière      | 539    | 531    | 33,8   | 44,9  | 36,6   | 84,0  | 4,30    | 4,70    | 1,40   | 0,30   | 24,70  |
| All-Star Game | All-Star Game | 5      | 2      | 18,0   | 41,8  | 36,4   | 100,0 | 5,00    | 5,00    | 1,60   | 0,40   | 14,80  |

#### Playoffs
| Saison   | Équipe    | Matchs | Titul. | Min./m | % Tir | % 3pts | % LF | Rbds/m. | Pass/m. | Int/m. | Ctr/m. | Pts/m. |
| -------- | --------- | ------ | ------ | ------ | ----- | ------ | ---- | ------- | ------- | ------ | ------ | ------ |
| 2018     | Utah      | 11     | 11     | 37,4   | 42,0  | 32,3   | 90,7 | 5,91    | 4,18    | 1,45   | 0,36   | 24,36  |
| 2019     | Utah      | 5      | 5      | 38,6   | 32,1  | 25,6   | 72,7 | 5,00    | 3,20    | 1,60   | 0,20   | 21,40  |
| 2020     | Utah      | 7      | 7      | 37,7   | 52,9  | 51,6   | 94,8 | 5,00    | 4,86    | 1,00   | 0,29   | 36,29  |
| 2021     | Utah      | 10     | 10     | 34,6   | 44,7  | 43,5   | 82,9 | 4,20    | 5,50    | 1,10   | 0,20   | 32,30  |
| 2022     | Utah      | 6      | 6      | 38,2   | 39,8  | 20,8   | 88,1 | 4,33    | 5,67    | 0,67   | 0,50   | 25,50  |
| 2023     | Cleveland | 5      | 5      | 41,3   | 43,3  | 28,9   | 72,2 | 5,00    | 7,20    | 2,00   | 0,60   | 23,20  |
| 2024     | Cleveland | 10     | 10     | 38,2   | 47,6  | 35,4   | 81,5 | 5,40    | 4,70    | 1,30   | 0,30   | 29,60  |
| 2025     | Cleveland | 9      | 9      | 32,0   | 44,3  | 33,3   | 74,2 | 4,70    | 3,90    | 1,90   | 0,30   | 29,60  |
| Carrière | Carrière  | 63     | 63     | 36,8   | 44,0  | 35,5   | 82,5 | 5,00    | 4,80    | 1,40   | 0,30   | 28,30  |

## Records sur une rencontre en NBA
Les records personnels de Donovan Mitchell en NBA sont les suivants, :
| Record de la franchise |

| Type de statistique        | Saison régulière | Saison régulière       | Saison régulière | Playoffs | Playoffs                | Playoffs           |
| Type de statistique        | Record           | Adversaire             | Date             | Record   | Adversaire              | Date               |
| -------------------------- | ---------------- | ---------------------- | ---------------- | -------- | ----------------------- | ------------------ |
| Points                     | 71               | Bulls de Chicago       | 2 janvier 2023   | 57       | @ Nuggets de Denver     | 17 août 2020       |
| Paniers marqués            | 22               | Bulls de Chicago       | 2 janvier 2023   | 22       | @ Magic d'Orlando       | 3 mai 2024         |
| Paniers tentés             | 36               | @ Spurs de San Antonio | 23 mars 2018     | 36       | @ Magic d'Orlando       | 3 mai 2024         |
| Paniers à 3 points réussis | 9                | Bulls de Chicago       | 16 mars 2022     | 9        | 2 fois                  | 2 fois             |
| Paniers à 3 points tentés  | 18               | @ Jazz de l'Utah       | 10 janvier 2023  | 16       | Knicks de New York      | 15 avril 2023      |
| Lancers francs réussis     | 20               | Bulls de Chicago       | 2 janvier 2023   | 17       | 2 fois                  | 2 fois             |
| Lancers francs tentés      | 25               | Bulls de Chicago       | 2 janvier 2023   | 21       | Pacers de l'Indiana     | 6 mai 2025         |
| Rebonds offensifs          | 5                | 3 fois                 | 3 fois           | 3        | Rockets de Houston      | 22 avril 2019      |
| Rebonds défensifs          | 12               | @ Heat de Miami        | 8 décembre 2023  | 9        | 2 fois                  | 2 fois             |
| Rebonds totaux             | 13               | 2 fois                 | 2 fois           | 11       | Thunder d'Oklahoma City | 21 avril 2018      |
| Passes décisives           | 13               | 2 fois                 | 2 fois           | 13       | Knicks de New York      | 18 avril 2023      |
| Interceptions              | 5                | 4 fois                 | 4 fois           | 4        | Rockets de Houston      | 6 mai 2018         |
| Contres                    | 3                | @ Nets de Brooklyn     | 8 février 2024   | 1        | 18 fois                 | 18 fois            |
| Balles perdues             | 9                | @ Mavericks de Dallas  | 10 février 2020  | 9        | @ Nuggets de Denver     | 1er septembre 2020 |
| Minutes jouées             | 50               | Bulls de Chicago       | 2 janvier 2023   | 45       | Magic d'Orlando         | 5 mai 2024         |

- Double-double : 27 (dont 5 en playoffs)
- Triple-double : 0

Dernière mise à jour : 27 mars 2025

## Palmarès

### NBA

#### Distinctions personnelles
- 6 sélections au All-Star Game en 2020, 2021, 2022, 2023, 2024 et en 2025.
- NBA All-Rookie First Team en 2018.
- Participation au Rising Stars Challenge en 2018 et en 2019.
- Vainqueur du concours Slam Dunk Contest lors du NBA All-Star Week-End 2018.
- Vainqueur du skill challenge lors du NBA All-Star Week-End 2025.
- Rookie du mois en décembre 2017, janvier, février et mars-avril 2018 de la Conférence Ouest.
- Joueur du mois en décembre 2021 (conférence Ouest) et janvier 2024 (conférence Est).
- All-NBA First Team en 2025.
- All-NBA Second Team en 2023.

### Université
Les distinctions universitaires officiellement recensées de Donovan Mitchell sont les suivantes :
- Atlantic Coast Conference All-First Team 2017.
- Atlantic Coast Conference All-Defensive Team 2017.
- Atlantic Coast Conference Player of the Week.
- NBC All-District (2) First Team 2017.
- Battle 4 Atlantis All-Tournament Team 2017.

## Salaires
| Saison      | Équipe                 | Salaire       |
| ----------- | ---------------------- | ------------- |
| 2017-2018*  | Jazz de l'Utah         | 2 621 280 $   |
| 2018-2019   | Jazz de l'Utah         | 3 111 480 $   |
| 2019-2020   | Jazz de l'Utah         | 3 635 760 $   |
| 2020-2021   | Jazz de l'Utah         | 5 195 501 $   |
| 2021-2022   | Jazz de l'Utah         | 28 103 500 $  |
| 2022-2023   | Cavaliers de Cleveland | 30 913 750 $  |
| 2023-2024   | Cavaliers de Cleveland | 33 162 030 $  |
| Total Gains | Total Gains            | 106 743 301 $ |
| 2024-2025   | Cavaliers de Cleveland | 35 410 310 $  |
| 2025-2026   | Cavaliers de Cleveland | 46 394 100 $  |
| 2026-2027   | Cavaliers de Cleveland | 50 105 628 $  |
| 2027-2028   | Cavaliers de Cleveland | 53 817 156 $  |

Note : * En 2017-2018, le salaire moyen d'un joueur évoluant en NBA est de 6 676 762 $.

## Pour approfondir